# Hello! リアル☆スクール
Hello! リアル☆スクール（ハロー リアルスクール）は、2020年4月5日からHBCラジオで放送されているラジオ番組。

## 概要
『Hello! to meet you!』から続くHBCラジオのハロー!プロジェクトのラジオ番組。
番組開始当初は『ハロプロ研修生北海道のHello! リアル☆スクール』と題して、石栗奏美を含むハロプロ研修生北海道メンバーが出演していたが、後述するメンバー2名の活動終了に伴い石栗のみが残った。その後石栗のOCHA NORMAとしての活動開始に伴い、2022年1月2日の放送より『OCHA NORMA 石栗奏美のHello! リアル☆スクール』に改題となった。
番組名の通り、開始当初は学校という設定で堰八紗也佳アナウンサーが先生、研修生メンバーが生徒として進行していた。2022年3月27日の放送で堰八が卒業し、その後は石栗の単独番組となった。
2025年3月21日をもって石栗がOCHA NORMAおよびハロー!プロジェクトを卒業したこともあり、同月30日をもって番組終了予定。
毎回、番組ホームページには「今週の放課後日誌」としてその回の感想や募集要項を告知している。
番組ハッシュタグは「#reals_hbc」。公式ツイッターには収録時の写真などがアップされている。

## 出演者

### 現在の出演者
- 石栗奏美（2020年4月5日 - 2025年3月9日）

### 過去の出演者
- 堰八紗也佳（2020年4月5日 - 2022年3月27日）[2]
- 西村風凛（2020年4月5日 - 2020年6月21日）※活動休止に伴う形[6]
- 渋谷妃菜（2020年4月5日 - 2020年4月19日）※活動終了に伴う形[7]

## コーナー
トークルーム
毎月テーマを設け、それに対するメッセージを募集するコーナー。
お悩み相談室
リスナーの悩みを解決するコーナー。
ハロプロ史
年代と時期を絞って、ハロー!プロジェクトの歴史を振り返るコーナー。
あの曲を徹底リサーチ!
石栗の視点でハロー!プロジェクトの楽曲を解説するコーナー。
石栗奏美の自由研究
石栗が皆に知ってほしいことなどを紹介するコーナー。
みんなの教えて!ベスト3
2022年4月より開始したコーナー。テーマに沿ったリスナーのベスト3を募集している。
OCHA NORMAのホームルーム
2022年5月より開始したコーナー。OCHA NORMAのメンバーが電話出演し、石栗と様々な話をしている。
Say Hello! club
ハロー!プロジェクトの新曲情報を伝えるコーナー。そのアーティストからのコメントも紹介している。
この他、普通のお便りも募集している。

## ゲスト
2020年
- 4月12日 - Juice=Juice（稲場愛香、工藤由愛）
- 8月23日 - アンジュルム（竹内朱莉、伊勢鈴蘭）※コメント出演[10]
- 9月27日 - つばきファクトリー（岸本ゆめの、秋山眞緒）※コメント出演
- 10月11日 - PINK CRES. ※コメント出演[11]
- 11月8日 - Bitter & Sweet ※コメント出演[12]
- 11月29日 - 上々軍団 ※コメント出演[13]

2021年
- 2月28日 - BEYOOOOONDS（山﨑夢羽、清野桃々姫、小林萌花）※コメント出演[14]
- 5月30日 - つばきファクトリー（新沼希空、浅倉樹々、秋山眞緒）※コメント出演[15]
- 6月20日 - アンジュルム（佐々木莉佳子、為永幸音）※コメント出演[16]
- 9月26日 - 中山夏月姫、橋田歩果 ※コメント出演[17]
- 11月14日 - つばきファクトリー（谷本安美、浅倉樹々、八木栞）※コメント出演[18]
- 11月28日 - 宮本佳林 ※コメント出演[19]
- 12月26日 - Juice=Juice（稲場愛香、江端妃咲）※コメント出演[20]

2022年
- 3月6日 - BEYOOOOONDS（一岡伶奈、清野桃々姫） ※コメント出演[21]
- 5月8日 - 斉藤円香 ※『OCHA NORMAのホームルーム』のコーナーに電話出演[9]
- 6月5日 - 西﨑美空 ※『OCHA NORMAのホームルーム』のコーナーに電話出演[22]
- 6月26日 - 窪田七海 ※『OCHA NORMAのホームルーム』のコーナーに電話出演[23]
- 7月10日 - 斉藤円香、北原もも[24]
- 8月28日 - 筒井澪心 ※『OCHA NORMAのホームルーム』のコーナーに電話出演[25]
- 9月11日 - 中山夏月姫 ※『OCHA NORMAのホームルーム』のコーナーに電話出演[26]
- 10月16日 - 北原もも ※『OCHA NORMAのホームルーム』のコーナーに電話出演[27]
- 11月6日 - 広本瑠璃 ※『OCHA NORMAのホームルーム』のコーナーに電話出演[28]
- 11月27日、12月4日 - 窪田七海[29]

2023年
- 1月1日 - 田代すみれ ※『OCHA NORMAのホームルーム』のコーナーに電話出演[30]
- 1月29日 - 米村姫良々 ※『OCHA NORMAのホームルーム』のコーナーに電話出演[31]
- 3月19日 - 斉藤円香※『OCHA NORMAのホームルーム』のコーナーに電話出演[32]
- 4月16日 - 西﨑美空※『OCHA NORMAのホームルーム』のコーナーに電話出演[33]
- 5月28日 - 窪田七海 ※『OCHA NORMAのホームルーム』のコーナーに電話出演[34]
- 7月9日 - 筒井澪心 ※『OCHA NORMAのホームルーム』のコーナーに電話出演[35]
- 8月6日 - 西﨑美空 ※『OCHA NORMAのホームルーム』のコーナーにリモート出演[36]
- 9月17日 - 北原もも ※『OCHA NORMAのホームルーム』のコーナーにリモート出演[37]
- 10月15日、10月22日 - 米村姫良々 ※『OCHA NORMAのホームルーム』のコーナーに出演[38]
- 11月19日 - 中山夏月姫 ※『OCHA NORMAのホームルーム』のコーナーにリモート出演[39]
- 12月24日 - 広本瑠璃 ※『OCHA NORMAのホームルーム』のコーナーにリモート出演[40]

2024年
- 2月18日 - 田代すみれ ※『OCHA NORMAのホームルーム』のコーナーに出演
- 3月17日 - 西﨑美空 ※『OCHA NORMAのホームルーム』のコーナーに出演
- 4月14日 - 斉藤円香 ※『OCHA NORMAのホームルーム』のコーナーに出演
- 4月28日 - 窪田七海 ※『OCHA NORMAのホームルーム』のコーナーに出演

## 備考
- 2021年8月29日と9月5日の放送は堰八アナが声帯炎で休演したため、加藤雅章アナウンサーが代理を務めた[41][42]。
- 2021年10月31日の放送は第49回衆議院議員総選挙に伴う番組編成で日曜18:30[43]からの放送となった。
- 2022年7月10日の放送は第26回参議院議員通常選挙に伴う番組編成で日曜20:30からの放送となった[24]。
- 2023年3月12日の放送で石栗奏美写真集『sonare』発売決定の発表をおこなった[44]。
- 2024年1月1日の放送は月曜17:45の放送だったが能登半島で起きた地震の影響で途中で休止となり、後日の放送となった。